# Marc Trautmann
Pour les articles homonymes, voir Trautmann.
Marc Trautmann, né à Bordeaux, est un chef d'orchestre français.

## Biographie
Après des études au Conservatoire de Paris et auprès de Sergiu Celibidache à l’Université de Mayence et à la Philharmonie de Munich, il a débuté comme chef assistant de l'Orchestre philharmonique des Pays de Loire. Par la suite il a travaillé comme chef assistant à l’Opéra Bastille pour de nombreuses productions dont la grande reprise de Saint François d’Assise de Messiaen dans la mise en scène de Peter Sellars.

## Orchestres
Il a dirigé de nombreux orchestres et opéras sur la scène internationale, aussi bien en Europe de l'Ouest et de l'Est qu'en Amérique du Nord, en Chine, au Brésil, en Nouvelle-Zélande et en Australie :
- En France, l'Orchestre national des Pays de la Loire, l'Opéra national du Rhin avec Les Aventures du roi Pausole d'Arthur Honegger en 1998[1],[2], l'Orchestre national Bordeaux Aquitaine[3], l’Opéra de Bordeaux, l'Orchestre philharmonique de Marseille, l'Opéra de Bordeaux, l'Orchestre National de Bordeaux-Aquitaine, l’Opéra de Marseille, la Philharmonie de Lorraine, l'Orchestre symphonique de Mulhouse, l'Orchestre de Nancy, l'Orchestre de Picardie, l'Orchestre Lyrique & Symphonique d'Avignon.
- En Europe, l'Opéra de Brno en République Tchèque, l’Orchestre symphonique de Pécs en Hongrie, la Junge Philharmonie Hamburg en Allemagne, l'Orchestre de Stavanger en Norvège, l'Orchestre philharmonique de Craiova en Roumanie, l'Opera Forum (Nationale Reisopera (nl)) aux Pays-Bas, le Bolshoï de Minsk en Biélorussie, les orchestres philharmoniques de Koszalin & de Olsztyn en Pologne.
- Au Canada, l'Orchestre de Chambre de Hawkesbury dont il est le directeur musical.
- Aux États-Unis, l'Opéra de Portland, auprès duquel il assura pendant sept ans la direction d'importantes productions d’œuvres françaises parmi lesquelles Dialogues des Carmélites, Faust, Roméo et Juliette, Les Contes d’Hoffmann[4] et Le Marchand de Venise de Reynaldo Hahn[5],[6],[7].
- À Taïwan, l’Orchestre National de Taiwan[8].
- En République populaire de Chine, l’Orchestre de la Radio & Télévision de Pékin, l'Orchestre de Shenzhen, le Philharmonique de Xiamen, l'Orchestre de Kunming, l'Orchestre de Wuhan et l’Orchestre du Hebei, en tout quelque vingt-cinq séjours entre 1996 et 2022[9],[10],[11]
- Au Brésil : le Sinfônica Brasileira de Rio de Janeiro, l’Orchestre Symphonique de Porto Alegre, l’Orchestre de l’État du Minas Gerais à Belo Horizonte, l’Orchestre d’Etat de Recife, l’Orchestre d’Etat du Paraiba.
- En Nouvelle-Zélande, l'Opéra de Wellington.
- En Australie, l'Orchestre de la Radio australienne de Tasmanie, à Hobart.

## Répertoire et expériences particulières
Le répertoire de Marc Trautmann s'étend du grand baroque à la création contemporaine, que ce soit en symphonique ou en lyrique. Appelé à diriger des productions rares ou complexes, il a eu l'occasion de fédérer des équipes très éclectiques pour deux créations mondiales d'opéra :
- La Voie écarlate de Jacques Castérède, prix de Rome en composition musicale, livret de Bertrand Schiro et Michel Serres, avec l’Orchestre National de Bordeaux, en 2000[12].
- La Neige en août, du compositeur chinois Xu ShuYa, livret du Prix Nobel de littérature Gao Xingjian, avec l'Orchestre National de Taiwan à Taipei en 2002, le premier opéra classique occidental en chinois jamais composé. L'ouvrage a été repris en janvier 2005 à l’Opéra de Marseille avec un très grand succès, toujours sous sa direction musicale[13],[8],[14]

Il a également :
- Restauré la partition et dirigé la Première nord-américaine du Marchand de Venise de Reynaldo Hahn avec Alain Fondary et Maryse Castets à l'Opéra de Portland en novembre 1996[5],[6],[7].
- Dirigé au Canada le premier opéra jamais écrit pour ensemble de Gamelan contemporain : How it Storms de Alan Cole, avec le célèbre ensemble Evergreen Club de Toronto.
- Dirigé la musique de Fantasia de Walt Disney avec l’Orchestre Philharmonique des Pays de Loire se substituant à la bande-son en direct et en synchronisation avec l’image.
- Supervisé et dirigé la première tournée d’un orchestre symphonique de République Populaire de Chine à travers la France en 2000.
- Depuis quelques années il écrit également pour le théâtre, en particulier le théâtre de boulevard et le café-théâtre. La dernière pièce en date est Mais n'te promène donc pas toute nue de Feydeau, en tournée française 2013 - 2014 avec la comédienne Armelle.